# Чергівські гори

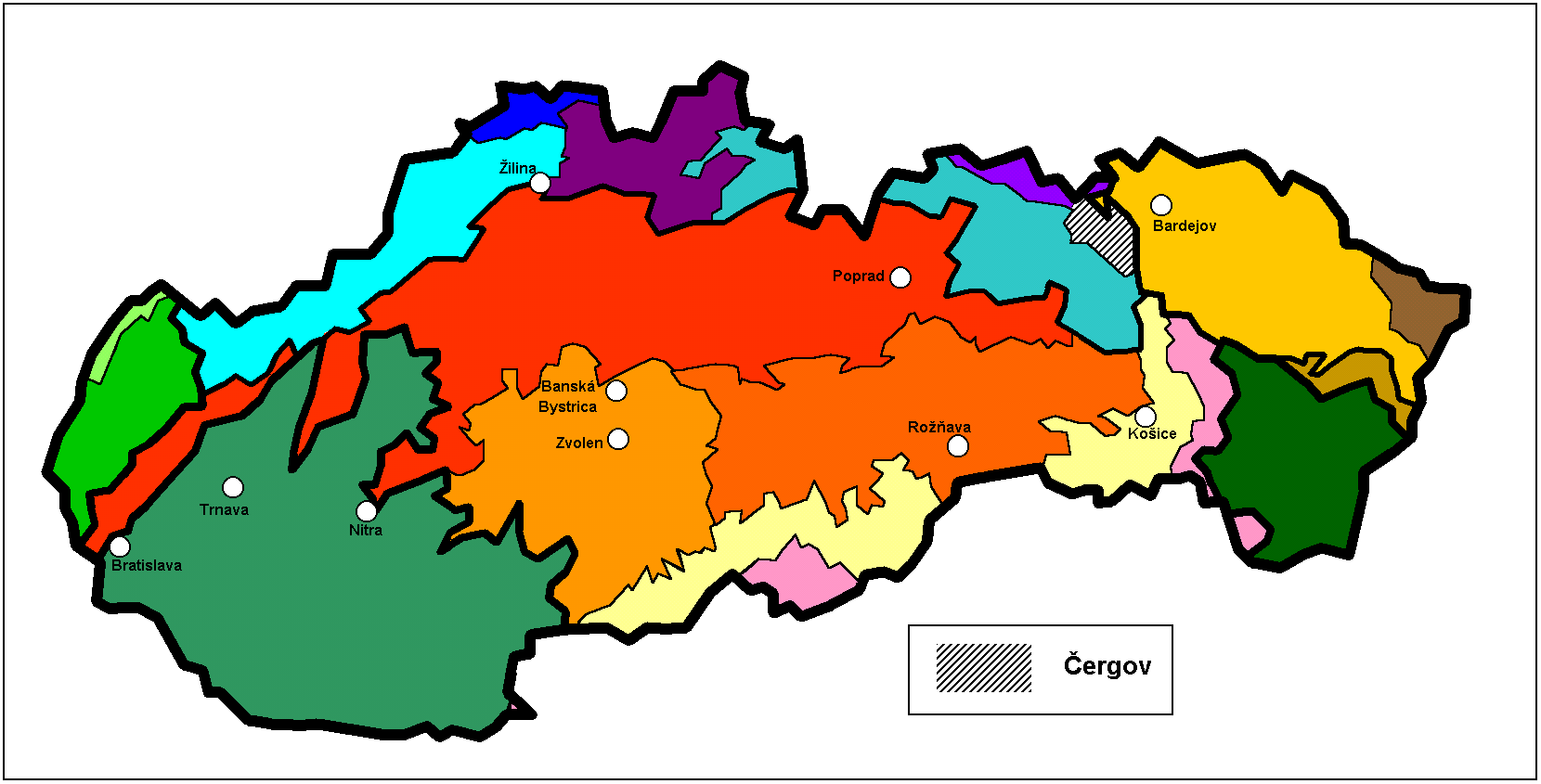
Розташування Чергівських гір на мапі Словаччини (заштриховано сірим)

Че́ргівські го́ри (словац. Čergov) — гірський масив на території Шариша в східній Словаччині, частина Східних Бескидів. Найвища точка — гора Минчол, 1157 м.
Мішані ліси.

## Цікавинки
- Руїни замку Шаришський Град
- Міста: Ліпани і Сабінов
- Гірськолижні центри: Дубовіца, Ренчишов і Др'єніца

## Річки
- Великий потік
- Дзіков[1]
- Дреницький потік
- Липанський потік
- Лучанка[2]
- Лютинка
- Мильпошський потік[3]
- Мошурованка
- Пастовнік
- Соліска
- Телек[4]
- Тернянка
- Червений потік[5]
- Чорний потік[6]
- Якубованський потік[7]